# Smilax polyantha
Smilax polyantha är en enhjärtbladig växtart som beskrevs av August Heinrich Rudolf Grisebach. Smilax polyantha ingår i släktet Smilax och familjen Smilacaceae. Inga underarter finns listade.